# Gaiole in Chianti
Gaiole in Chianti és un comune de la província de Siena, a la regió italiana de la Toscana. L'1 de gener de 2018, la seva població era de 2.758 habitants.
Limita amb els municipis de Bucine (AR), Castelnuovo Berardenga, Cavriglia (AR), Montevarchi (AR) i Radda in Chianti.

## Evolució demogràfica
| Gràfica d'evolució demogràfica de Gaiole in Chianti entre 1861 i |
|                                                                  |
| Font: ISTAT - Elaboració gràfica de Viquipèdia                   |

## Galeria de fotos

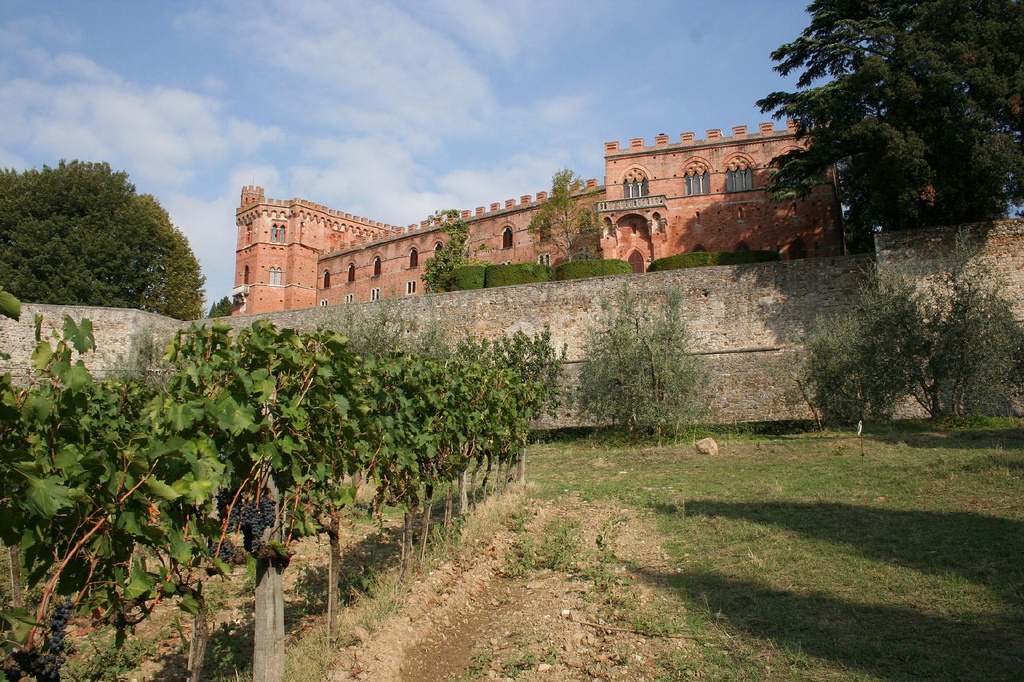
Castell de Brolio
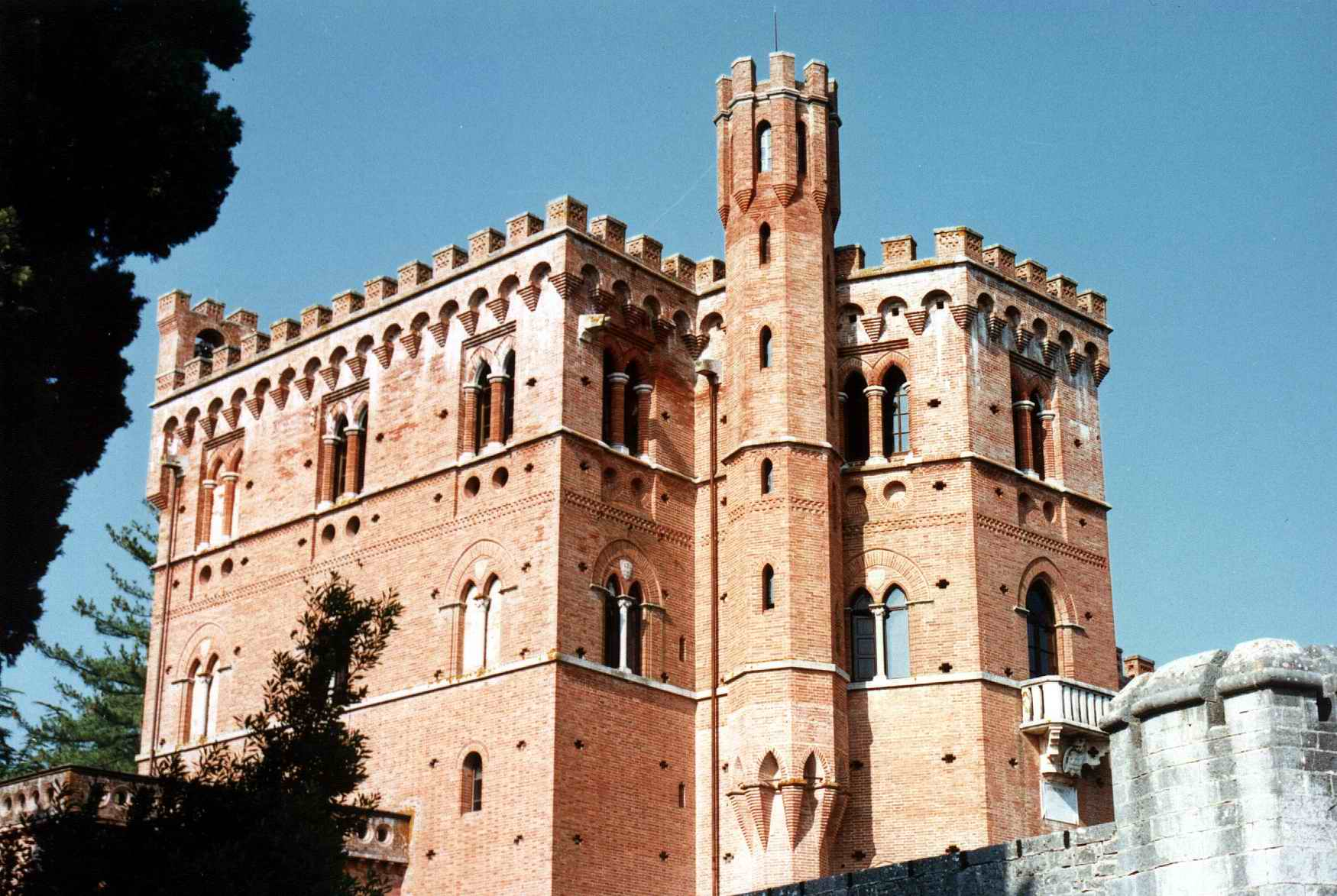
Castell de Brolio
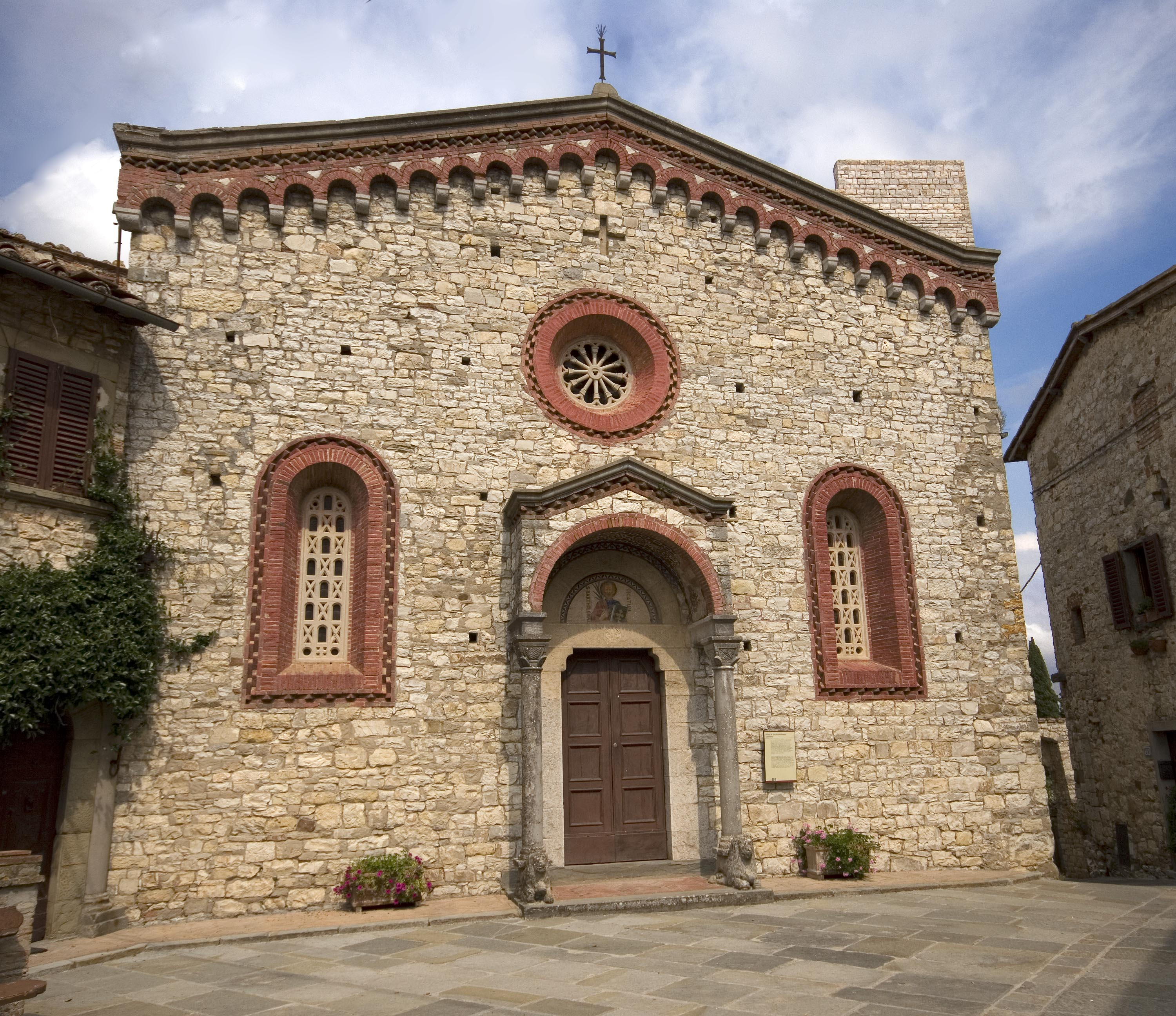
Pieve San Bartolomeo a Vertine
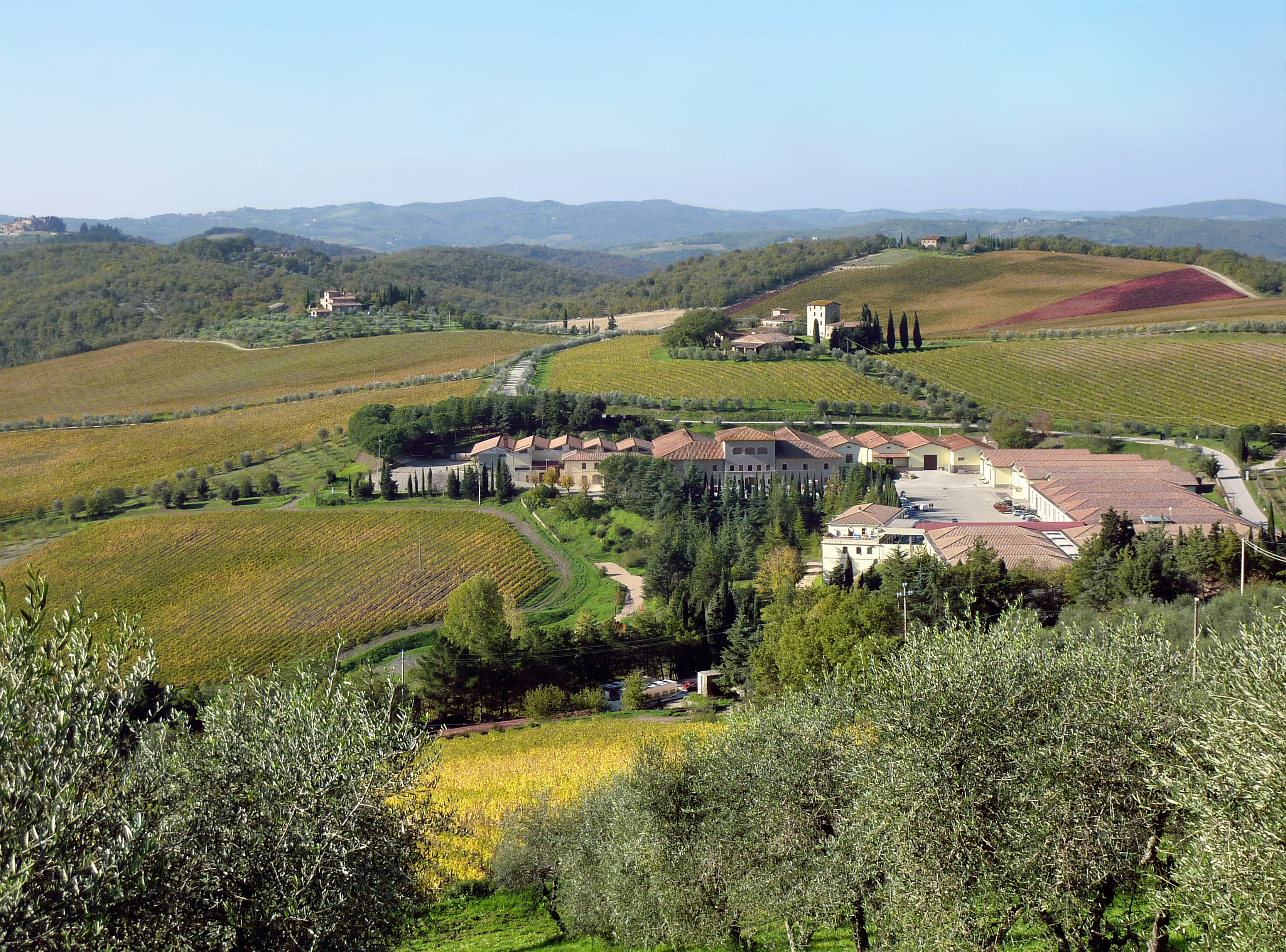
Explotació vinícola